# Rondeletia alaternoides
Rondeletia alaternoides är en måreväxtart som beskrevs av Achille Richard. Rondeletia alaternoides ingår i släktet Rondeletia och familjen måreväxter.

## Underarter
Arten delas in i följande underarter:
- R. a. alaternoides
- R. a. brachyloba
- R. a. myrtacea